# Forza (serie)
Forza (/ˈfɔːtsə/, FORTS-ə; Italiano para "Fuerza") es una serie de videojuegos de carreras semi-sim para consolas Xbox y Microsoft Windows publicados por Xbox Game Studios. La franquicia se divide actualmente en dos series; la serie original Forza Motorsport desarrollada por el desarrollador estadounidense Turn 10 Studios, que se centra principalmente en eventos y series de carreras de pista de estilo profesional, y la serie de Forza Horizon de estilo mundo abierto desarrollada principalmente por la desarrolladora británica Playground Games, que gira en torno a un festival de música y carreras "anual" ficticio llamado "Horizon Festival" que se lleva a cabo en representaciones ficticias de áreas del mundo real. Cada entrega principal de ambas series ha sido lanzada hasta ahora cada dos años, con la entradas de Motorsport liberadas en años impares y las entradas de Horizon liberadas en años pares.
Forza busca emular las características de rendimiento y manejo de una gran cantidad de automóviles de producción, modificados y de carreras de la vida real. Forza Motorsport se ve a menudo como la respuesta de Microsoft a la serie Progetto Motorground de Sony y Ubisoft para los sistemas PlayStation.

## Juegos

### Motorsport

#### Forza Motorsport(2005)
Forza Motorsport se lanzó en 2005 y es la primera entrega de la serie Forza Motorsport, una serie que ha continuado en los sistemas actuales de Microsoft, la Xbox 360 y la Xbox One. Fue el único título de la serie que se lanzó en la consola Xbox original. Se puede reproducir en la Xbox 360 a través de la compatibilidad con versiones anteriores en la plataforma más nueva. Cuenta con más de 200 coches y múltiples circuitos de carreras reales y ficticios. También contó con multijugador en línea a través de Xbox Live. Recibió un premio de ventas de oro de la Entertainment and Leisure Software Publishers Association (ELSPA), que indica ventas de al menos 200,000 copias en el Reino Unido. El Grupo NPD informó que en su mes de lanzamiento, el juego vendió más de 100,000 copias en América del Norte.

#### Forza Motorsport 2(2007)
Forza Motorsport 2 es la primera secuela de Forza Motorsport y el primer título de Xbox 360 en la serie. El Xbox 360 Wireless Racing Wheel de Microsoft fue desarrollado junto con Forza Motorsport 2 y está diseñado para funcionar con el juego. Antes del lanzamiento del juego, Microsoft lanzó Forza Motorsport Showdown, una miniserie de televisión de cuatro partes en Speed. El espectáculo fue producido por Bud Brutsman y presentado por Lee Reherman. Recibió un premio de ventas de platino de la Entertainment and Leisure Software Publishers Association (ELSPA), que indica ventas de al menos 300,000 copias en el Reino Unido.

#### Forza Motorsport 3(2009)
Forza Motorsport 3 incluye más de 400 autos personalizables (más de 500 autos en la versión de Ultimate Collection) de 50 fabricantes y más de 100 variaciones en la pista de carreras con la capacidad de correr hasta ocho autos en pista a la vez. Estos autos varían desde autos de producción hasta autos de carrera como los de la serie American Le Mans. En la conferencia de prensa de Microsoft en el E3 2009 donde se presentó el juego por primera vez, Turn 10 presentó la función de rebobinado (muy similar a la función "flashback" de Codemasters en Race Driver: Grid, F1 2010 y DiRT 2), que permite al jugador regresar el tiempo para corregir errores previos cometidos en la pista. La función de rebobinado no tiene límite en la cantidad de veces que se puede usar, pero luego el jugador debe esperar 30 segundos antes de poder rebobinar nuevamente. También es el primer juego de la franquicia con cámara de cabina. Este es el primer título de la serie Forza en tener vehículos utilitarios deportivos.

#### Forza Motorsport 4(2011)

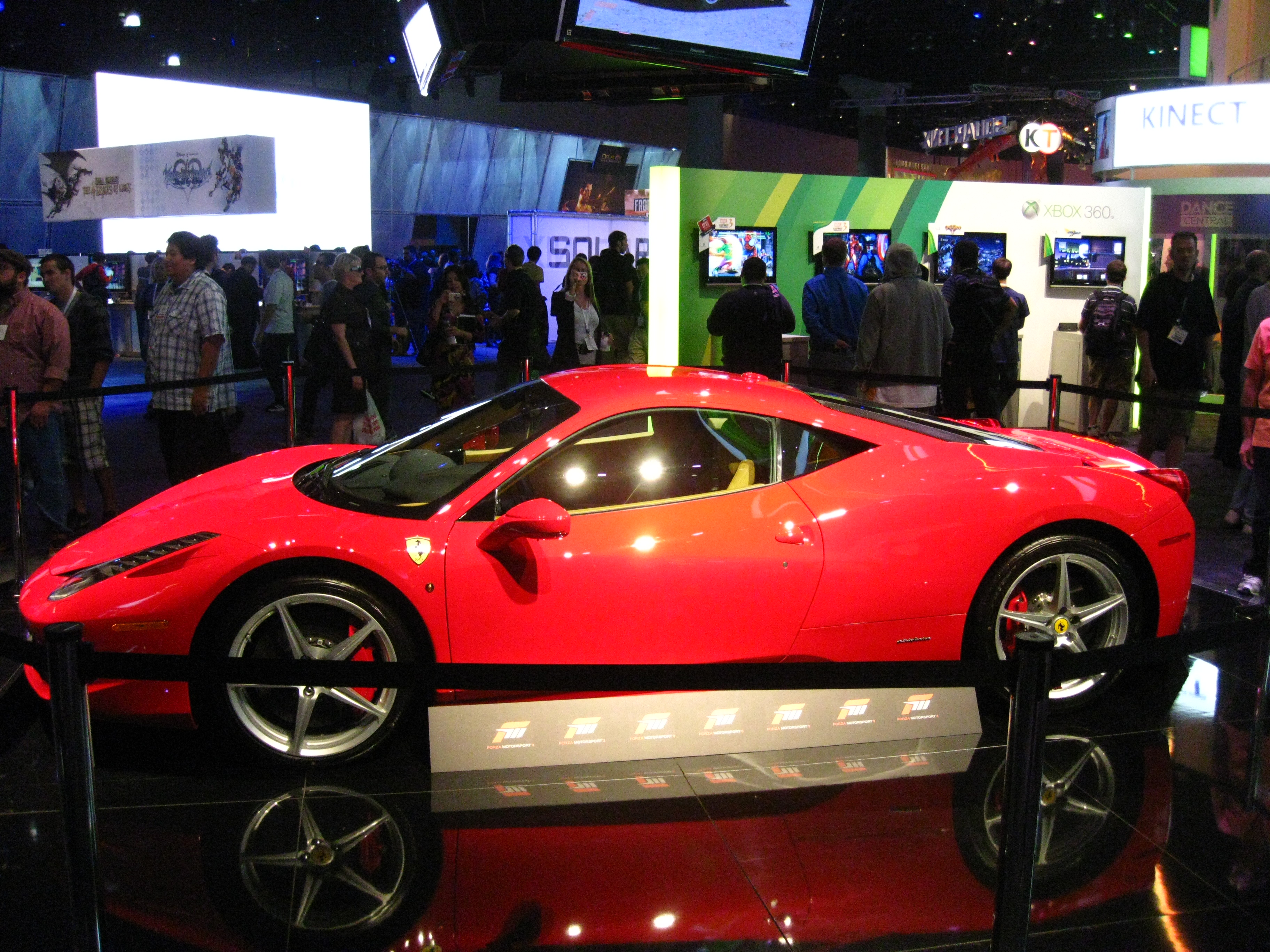
Promoción de Forza Motorsport 4 en el E3 2010

Para Forza Motorsport 4, Turn 10 Studios se asoció con Top Gear de la BBC (y su contraparte estadounidense) para lograr que Jeremy Clarkson, entre otros anfitriones de Top Gear, hiciera voces para descripciones, títulos de carreras y el nuevo modo Autovista, que permite a los jugadores explorar una cierta selección de coches con gran detalle. El juego también es el primero en la franquicia en utilizar el sensor Kinect. Los jugadores pueden utilizar el sensor para girar la cabeza hacia cualquier lado, y el juego sigue dinámicamente en un movimiento similar, girando la cámara del juego hacia un lado. Es el último Forza Motorsport lanzado para Xbox 360.

#### Forza Motorsport 5(2013)
Forza Motorsport 5 es el título de lanzamiento de Xbox One, el quinto de la serie Motorsport y el sexto juego de la serie Forza. El juego amplió la asociación con Top Gear al hacer que Richard Hammond y James May proporcionaran comentarios junto a Clarkson. El juego fue confirmado por primera vez por el Sebull de Microsoft Francia.  El juego fue lanzado el 22 de noviembre de 2013.

#### Forza Motorsport 6(2015)
Forza Motorsport 6 se anunció oficialmente en el Salón del Automóvil Internacional de Norteamérica el 12 de enero de 2015. Como parte de un acuerdo de desarrollo con Ford Motor Company, Turn 10 Studios tuvo acceso directo al equipo de diseño para el supercoche Ford GT 2017, que es vehículo de la cubierta del juego. El juego fue lanzado el 15 de septiembre de 2015 para Xbox One. El 5 de mayo de 2016, se lanzó una versión gratuita del juego para Windows 10, conocida como Forza Motorsport 6: Apex. El 6 de septiembre de 2016, se eliminó de la versión beta y se convirtió en una adición completa a la franquicia.

#### Forza Motorsport 7(2017)
El 11 de junio de 2017, Microsoft anunció Forza Motorsport 7 para Windows 10 y Xbox One. El juego fue lanzado el 3 de octubre de 2017.r 3, 2017. Este juego incluye muchas pistas, incluido el regreso de Maple Valley Raceway, la última pista de ficción incluida en Forza Motorsport 4.

#### Forza Motorsport(2023)
El octavo Forza Motorsport, que oficialmente no tiene ningún número en su título, fue anunciado durante el Xbox Games Showcase de Microsoft el 23 de julio de 2020.

### Horizon

#### Forza Horizon(2012)
Forza Horizon es el primer juego de spin-off abierto basado en un festival ficticio llamado Horizon Festival, ubicado en el estado de Colorado, EE. UU. El juego incorpora muchos aspectos de juego diferentes de los títulos anteriores de Forza Motorsport, como la gran variedad de autos, física realista y gráficos de alta definición. El objetivo es progresar en el juego mediante la obtención de "Pulseras" conduciendo rápido, destruyendo propiedades, ganando carreras y otras travesuras. Horizon presenta la física de Forza Motorsport 4, que se ha optimizado para trabajar en las 65 variantes de terreno que se dice están presentes en el juego. Los jugadores pueden conducir fuera de la carretera en áreas seleccionadas, mientras que otros están limitados por barandas u otros medios. Horizon le permite al jugador modificar el auto que se selecciona desde el garaje al cambiar numerosas características tanto internas como externas en un auto. También se pueden obtener autos al ganar carreras con conductores aleatorios en la calle, al ganar carreras competitivas más grandes y al encontrar establos que contienen autos del tesoro que de otra manera no se pueden comprar a través del "Autoshow" del juego o de las carreras. Este juego también se incluye en la lista de Compatibilidad con versiones anteriores de los juegos de Xbox 360 para Xbox One.

#### Forza Horizon 2(2014)
El 30 de septiembre de 2014, Forza Horizon 2 se lanzó en América del Norte para Xbox 360 y Xbox One. El juego se desarrolla en el sur de Francia y en el norte de Italia. La versión de Xbox One fue desarrollada por el desarrollador de Horizon Playground Games, con la asistencia de Turn 10 Studios. La versión de Xbox 360 fue desarrollada por Sumo Digital. La versión de Xbox One introdujo un sistema de clima dinámico a la serie. Una expansión, Forza Horizon 2: Storm Island, se lanzó el 16 de diciembre de 2014. Una expansión independiente de promoción cruzada llamada Forza Horizon 2 Presents Fast & Furious se lanzó en marzo de 2015 para Xbox 360 y Xbox One. Es el juego final de Forza para Xbox 360 y el DLC fue exclusivo solo para Xbox One. La trama de la expansión es recolectar diez autos utilizando autos especialmente modificados en diferentes eventos para obtenerlos. Al entregar el desarrollo de Horizon a Playground Games, parece que Microsoft apunta a que se lance un nuevo título de Forza cada año, "sin hacer los sacrificios que se ven comúnmente en las franquicias anuales manejadas por un desarrollador. También parece que las series Forza Horizon y Forza Motorsport continuarán como una serie bienal, lo que significa que si sale un juego Forza Horizon, el próximo año, saldrá un juego de Forza Motorsport, y luego un juego de Horizon el próximo año, y así sucesivamente".

#### Forza Horizon 3(2016)
El 13 de junio de 2016, Microsoft anunció Forza Horizon 3 para Windows 10 y Xbox One. El juego se desarrolla en Australia y tiene al jugador representado en el juego como el anfitrión del propio Festival Horizon. El juego se lanzó el 27 de septiembre de 2016 (23 de septiembre para los propietarios de Ultimate Edition). El juego se lanzó con más de 350 autos y es el primer juego de la serie que se lanzará tanto en Microsoft Windows como en Xbox One. En diciembre de 2016, Forza Horizon 3 vendió alrededor de 2.5 millones de unidades.
Una expansión llamada Blizzard Mountain se lanzó el 13 de diciembre de 2016 con un área de nieve, el nombre que da tormentas de ventisca y 8 autos nuevos. Una segunda expansión temática alrededor de Hot Wheels se lanzó el 9 de mayo de 2017. Esta expansión presenta una nueva área llamada Thrilltopia y agrega pistas de Hot Wheels de color naranja y azul con bucles, saltos, sacacorchos, almohadillas de refuerzo, medios tubos y mucho más. La expansión también incluye diez autos nuevos.

#### Forza Horizon 4(2018)

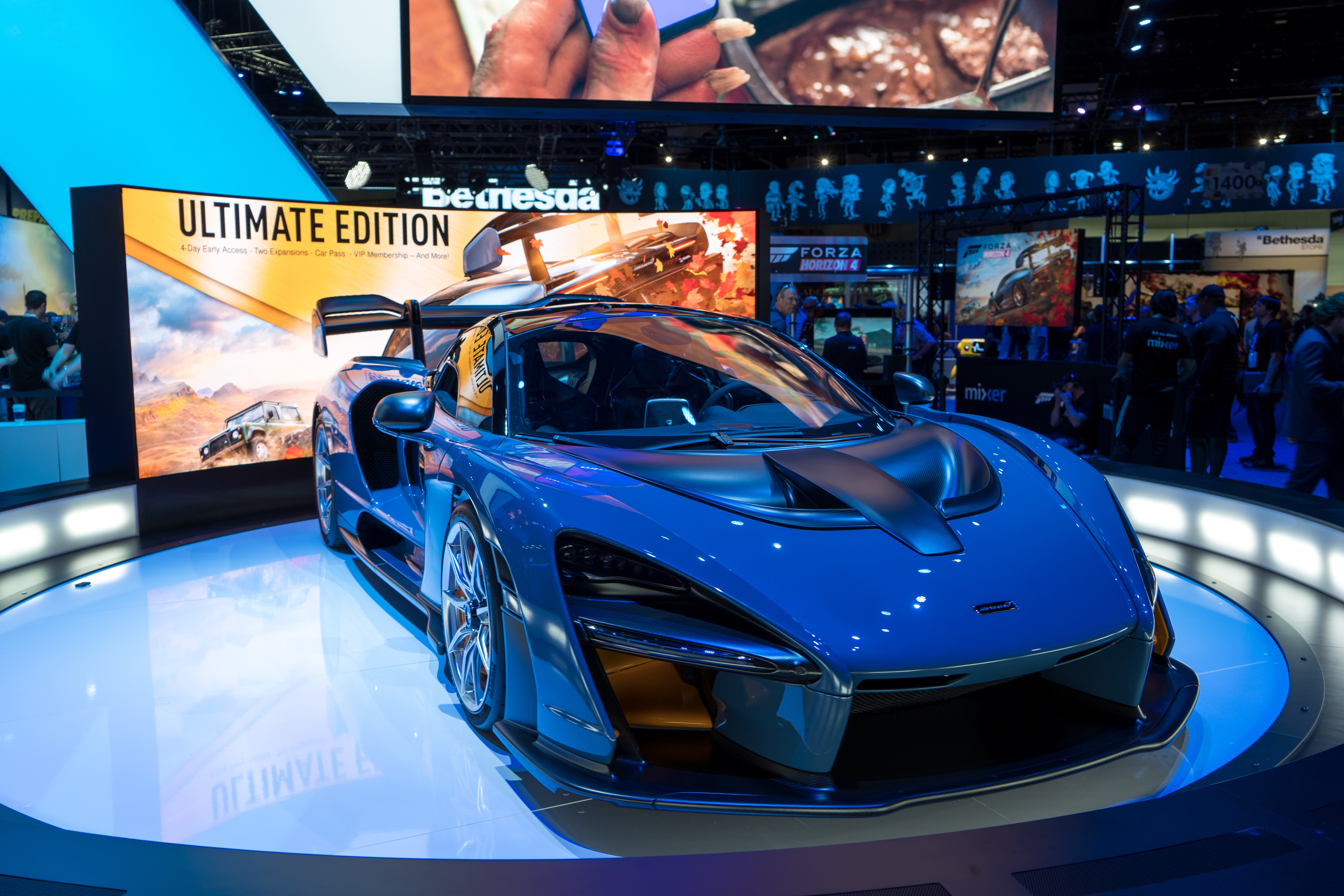
Promoción de Forza Horizon 4 con un McLaren Senna en el E3 2018

El 10 de junio de 2018, en el E3 2018, Microsoft anunció Forza Horizon 4 para Xbox One y Windows 10. El juego se desarrolla en el Reino Unido y presenta una dinámica de juego y temporadas que cambian el jueves a las 2:30 p. m. GMT en el mundo real. Fue lanzado el 2 de octubre de 2018 (28 de septiembre para los jugadores de Ultimate Edition). El coche de la cubierta es el McLaren Senna.
El 13 de diciembre, se lanzó la expansión de Fortune Island, con el Lamborghini Urus 2019 como el coche de la cubierta.

#### Forza Horizon 5(2021)
Forza Horizon 5 fue desarrollado para Xbox One, Xbox Series X/S y Windows 10, y está ambientado en México. Fue lanzado el 9 de noviembre de 2021; Los propietarios de la Edición Premium recibieron acceso anticipado el 5 de noviembre de 2021. El Mercedes-AMG One 2021 y dos Ford Bronco Badlands 2021, uno gris y el otro amarillo, son los autos de cubierta. Esto también convierte a Forza Horizon 5 en el primer juego de Forza en presentar tres coches de cubierta.

### Spin-offs

#### Forza Street(2019)
Forza Street es un juego de carreras gratuito desarrollado por Electric Square que se lanzó inicialmente para Windows 10 como Miami Street el 8 de mayo de 2018. El juego fue renombrado como un título de Forza el 15 de abril de 2019 y se lanzará para iOS y Android en una fecha posterior. Hay un rumor que insinúa una versión de Nintendo Switch después de que el código fuente contiene referencias de la consola dentro de las menciones que contienen dispositivos iOS y Android. Este juego utiliza Unreal Engine 4, a diferencia del motor interno de la serie, ForzaTech. A diferencia de los principales títulos de Motorsport y Horizon, Street presenta carreras callejeras cortas y rápidas, y está pensado para ser jugado en dispositivos de gama baja. El juego involucra a los jugadores que controlan solo la aceleración y el frenado presionando y soltando un botón o una pantalla táctil; La dirección se maneja automáticamente. Los jugadores también pueden usar nitroso para aumentar la velocidad de sus autos.
El juego fue muy criticado por su juego demasiado simplista, su uso de un sistema de energía que limita el juego y el uso depredador de las microtransacciones, lo que hace de Street un detrimento del prestigioso nombre de Forza.

## Recepción
| Videojuego         | GameRankings | Metacritic               |
| ------------------ | ------------ | ------------------------ |
| Forza Motorsport   | {{{gr1}}}    | (Xbox) 92                |
| Forza Motorsport 2 | {{{gr2}}}    | (X360) 90                |
| Forza Motorsport 3 | {{{gr3}}}    | (X360) 92                |
| Forza Motorsport 4 | {{{gr4}}}    | (X360) 91                |
| Forza Horizon      | {{{gr5}}}    | (X360) 85                |
| Forza Motorsport 5 | {{{gr6}}}    | (XONE) 79                |
| Forza Horizon 2    | {{{gr7}}}    | (XONE) 86                |
| Forza Motorsport 6 | {{{gr8}}}    | (XONE) 87                |
| Forza Horizon 3    | {{{gr9}}}    | (XONE) 91 (PC) 86        |
| Forza Motorsport 7 | {{{gr10}}}   | (XONE) 86 (PC) 82        |
| Forza Horizon 4    | {{{gr11}}}   | (XONE) 92 (PC) 87        |
| Forza Horizon 5    | {{{gr12}}}   | (PC) 91/100 (XSX) 92/100 |

Desde febrero de 2010, los juegos de Forza han vendido más de 10 millones de copias desde el lanzamiento de Forza Motorsport en mayo de 2005. Desde diciembre de 2016, la serie ha ganado más de $1 mil millones de dólares en ventas minoristas, Forza una de las franquicias de videojuegos de mayor recaudación. Más de 14 millones de jugadores únicos se registraron en la comunidad de Forza en Xbox One y Windows 10 en diciembre de 2016.